# 爱德华·达里·博伊特的女儿
爱德华·达里·博伊特的女儿（The Daughters of Edward Darley Boit，原名儿童肖像，Portraits d'enfants），约翰·辛格·沙金油画。画中人为爱德华·达里·博伊特身处巴黎宅邸的四个女儿。作于1882年，现于波士顿美术馆新建的“美国艺术家”翼楼展出。画作悬于两个如画中一样的日本蓝白花瓶间。
此作被评为“在沙金整个画家生涯中，心理上最吸引人的作品”。虽然，画作罕见的构图早就被注意到，但是，最初，画作的主题只被视作一群玩耍的女童，后来，人们对画作有了更抽象的解读，认为当中含有弗洛伊德精神分析学的成分，而且，人们对画中隐隐约约的少女兴趣增加了。
博伊特乃商人约翰·珀金斯·库兴（John Perkins Cushing）之子。博伊特本人则是一位“美籍世界公民”与并不著名的画家。他的妻子是玛丽·路易莎·库兴（Mary Louisa Cushing），以伊萨（Isa）一名广为人知。两人育有四女一子。四女分别为佛罗伦萨（Florence）、简（Jane）、瑪麗·路易莎（Mary Lousia）和朱丽娅（Julia）。

## 构图

沙金深受西班牙画家委拉斯开兹影响，图为委拉斯开兹名作宫娥。

今人难以确定的是，此画究竟是受博伊特委托创作的，还是沙金自行提议创作的。画作的背景是博伊特在巴黎的公寓的大厅，其黑暗的室内空间让人想起沙金早前在威尼斯作的画。画作的构图是群体肖像画中罕见的，一是不同程度地突出了画中人（在传统肖像画中，人物的重要程度需相等），二是画作呈正方形（高222.5 cm，宽222.5 cm）。
学者认为，画家的灵感来自于西班牙画家委拉斯开兹名作宫娥（Las Meninas），而沙金的确攀临过此作，日后在他画作中出现的几何形式和广阔、深入的空间即由此而来。画作首次展出时，当时的艺术批评家，包括美国作家亨利·詹姆斯，都认为沙金受了委拉斯开兹的影响。艺术史学家芭芭拉·格拉蒂（Barbara Gallati）注意到“Las Meninas”译成英文即是“Maids-in-Waiting”（侍女），很贴合画中人的举动。
两幅画联系之大，甚至使艺术博物馆于2010年将爱德华·达里·博伊特的女儿们借给西班牙普拉多博物馆，与宫娥一起展出，这是两幅画首次同场展出。
画家的笔触，一般认为是受了荷兰画家弗兰斯·哈尔斯的影响。这件作品与皮埃尔-奥古斯特·雷诺阿的乔治·夏庞蒂埃夫人及其子女（Madame Georges Charpentier and Her Children）、埃德加·德加的贝莱利一家（The Bellelli Family，尤其是在心理层面上）颇为相似。
身着白色围裙的女童由小至大分别为：坐在地上的是四岁的朱丽娅、站在左边的是八岁的玛丽·路易莎、被阴影覆盖着的，最年长的两个女童是12岁的简与14岁的佛罗伦萨。
背对着花瓶的少女，比起其他女童，有着更多的顾虑，因此压抑了自己的性格。所以，此作的主题离童年较近，亦是肖像画中的佳作。

## 解讀
画作于1882年首次展出，当时的批评声音集中在作品古怪的构图与“僵硬的”人物上。1887年，亨利·詹姆斯称画作描绘了一个“迷人儿童的、欢乐的玩乐世界”；他简单的评价在整个世纪内都无人质疑。现代批评家承认画作甚佳，却令人不安，因其描绘了女童各个年龄阶段，女童随着成长，与他人愈发疏离，丧失童真。
沙金画笔下栩栩如生的人物常令观画者造成一种错觉：自己打断了众女童的玩耍，女童正看着自己。今日的观画者会觉得，女童正私下活动，但在画家的时代，观画者普遍只会觉得女童在玩耍，而当时大部分的批评家都认为，女童正在玩耍或是刚结束玩耍。格拉蒂则认为，将最年长的两个女童摆在阴影的边缘与模糊不清的入口，代表随着成长，她们进入了未知的未来。几位艺术史学者认为，作品揭示了沙金的性心理观。众女童成人后皆终身未婚，而最年长的两位女童成人后甚至出现了精神问题。
1919年，四姊妹将作品送予艺术博物馆，以纪念父亲。

## 注脚
1. ↑  Gallati, 79.
2. 1 2 3  Gallati, 81.
3. ↑  Gallati, 157.
4. 1 2 3 4 5 6 7 8 9 10  Killmurray, Ormond, 98.
5. 1 2 3  Prettejohn, p. 23.
6. ↑  Gallati, 81-84.
7. 1 2  Gallati, 83.
8. ↑  .   [2012-05-05]. （原始内容存档于2009-12-07）.
9. ↑  Prettejohn, p. 22
10. ↑  Hirshler, Erica E. (2009). Sargent’s Daughters, p. 91. MFA Publications, Boston. ISBN 9780878467426.
11. ↑  Gallati, 82. David Lubin finds sexual connotations in the name 'Boit' (boîte is French for 'box'), the boxy shape of the canvas, and the womblike interior space the girls inhabit.